# Substantivul, adjectivul și numeralul în limba maghiară
Acest articol tratează părțile de vorbire nominale ale limbii maghiare, în afara pronumelor. Sunt trecute în revistă substantivul, adjectivul calificativ și numeralul, cu morfemele care exprimă numărul, cazurile, obiectul posedat, posesorul și gradele de comparație ale adjectivului.

## Substantivul

### Schimbări în rădăcini
Atunci când i se adaugă sufixe de diferite feluri, rădăcina unor substantive rămâne neschimbată (hajó „navă”, hajók „nave”, hajóval „cu o navă”, hajója „nava sa” etc.; ember „om”, emberek „oameni”, az emberrel „cu omul”, embere „omul său” etc.), dar majoritatea rădăcinilor suferă diverse modificări, deși nu la adăugarea tuturor sufixelor, fără să existe reguli precise privitoare la aceasta:
- lungirea vocalei finale a rădăcinii:

– a → á: alma „măr” (fructul), almák „mere”, almában „în măr”, almám „mărul meu” etc.;
– e → é: kefe „perie”, kefével „cu peria”, keféd „peria ta” etc.;
- căderea vocalei dinaintea consoanei finale a rădăcinii: ajak „buză”, ajkak „buze”, ajkon „pe buză”, ajka „buza sa” etc.; álom „vis”, álmok „vise”, álmom „visul meu” etc.; terem „sală”, termek „săli”, termünk „sala noastră” etc.; köröm „unghie”, körmök „unghii”, körmön „pe unghie”, körme „unghia sa” etc.;
- scurtarea vocalei dinaintea consoanei finale a rădăcinii:

– á → a: pohár „pahar”, poharak „pahare”, poharastul „cu pahar cu tot”, poharam „paharul meu” etc.;
– é → e: kéz „mână”, kezek „mâini”, kezestül „cu mână cu tot”, kezed „mâna ta” etc.;
– í → i: híd „pod”, hidak „poduri”, hidat „pod” la cazul acuzativ etc.;
– ú → u: út „drum”, utak „drumuri”, utat acuzativ, utunk „drumul nostru” etc.;
– ű → ü: tűz „foc”, tüzek „focuri”, tüzön „pe foc”, tüzetek „focul vostru” etc.;
- introducerea unui -v- între vocala finală a rădăcinii și sufix:

– cu scurtarea vocalei: ló „cal”, lovak „cai”, lovon „pe cal”, lovam „calul meu” etc.;
– cu schimbarea vocalei (ó → a): szó „cuvânt”, szavak „cuvinte”, szava „cuvântul său” etc.;
- alternanță vocalică înaintea sufixelor posesive de persoana a treia singular și plural:

– ó → a: ajtó „ușă”, ajtaja „ușa sa”, ajtajuk „ușa lor”;
– ő → e: erdő „pădure”, erdeje „pădurea sa”, erdejük „pădurea lor”;
- căderea vocalei finale a rădăcinii la plural și înaintea sufixelor posesive de persoana a treia: borjú „vițel”, borjak „viței”, a tehén borja „vițelul vacii”;
- metateză între ultimele două consoane ale rădăcinii: pehely „fulg”, pelyhek „fulgi” etc.; teher „povară”, terhek „poveri”, terhe „povara sa” etc.

### Genul natural
Limba maghiară nu cunoaște genul gramatical. Totuși, genul natural este exprimat. Aceasta se poate face prin:
- substantive diferite pentru masculin și feminin: szerzetes „călugăr” / apáca „călugăriță”;
- cuvânt compus având ca al doilea element nő „femeie”: titkár „secretar” / titkárnő „secretară”;
- precizare: de exemplu, pentru „nepot” și „nepoată” (de bunici) existând un singur cuvânt, unoka, o bunică va spune: Van egy unokám, egy kislány „Am o nepoată, o fetiță”.

### Pluralul
Morfemul pluralului substantivelor este în general -k, în afară de cel al obiectului posedat în construcțiile ce exprimă posesia.
Marca pluralului -k se adaugă direct la singularele care se termină cu vocală. Aceasta rămâne neschimbată dacă este alta decât a sau e: kávé – kávék „cafele”, taxi – taxik „taxiuri”, autó – autók „automobile”, nő – nők „femei”, áru – áruk „mărfuri”, fésű – fésűk „piepteni”.
Vocalele finale de la singular a și e se schimbă la plural în á, respectiv é: utca – utcák „străzi”, lecke – leckék „lecții”.
La singularele cu finală consonantică, semnul pluralului se adaugă cu ajutorul unei vocale de legătură care se alege în general după regulile armoniei vocalice:
- -e- se folosește pentru majoritatea substantivelor cu vocale anterioare: ember – emberek „oameni”, gép – gépek „mașini”, föld – földek „pământuri”, fül – fülek „urechi”.
- -ö- este vocala de legătură pentru pluralul unui număr mare de substantive a căror ultimă vocală este -ö sau -ő: bőrönd – bőröndök „valize”, sofőr – sofőrök „șoferi”.
- -o- se utilizează:

– la majoritatea substantivelor cu vocale posterioare: ablak – ablakok „ferestre”, állat – állatok „animale”, orvos – orvosok „medici”, osztály – osztályok „clase”, udvar – udvarok „curți” și
– la substantive cu vocale de grade diferite de anterioritate: ajándék – ajándékok „cadouri”, irat – iratok „documente”.
- -a- leagă marca pluralului de unele substantive cu vocale posterioare: ágy – ágyak „paturi”, fal – falak „ziduri”, fog – fogak „dinți”, lyuk – lyukak „găuri”, oldal – oldalak „pagini”, ujj – ujjak „degete”.

Uneori forma de singular se folosește pentru mai multe obiecte. Este cazul părților corpului perechi sau mai multe decât două, în construcții posesive: Mosd meg a fogadat! „Spală-te pe dinți!”, Fáj a szemem „Mă dor ochii”. Pentru a preciza că este vorba de o singură parte a corpului, se folosește cuvântul (az) egyik „un/o” sau, pentru cele perechi, fél „jumătate”: Kihúzták az egyik fogamat „Mi s-a scos un dinte/o măsea”, fél fülére süket „surd(ă) de o ureche”.
Se folosește forma de singular în locul celei de plural și atunci când noțiunea de plural este exprimată de un atribut care exprimă cantitatea: három ember „trei oameni”, sok kérdés „multe întrebări”, egy kiló barack „un kilogram de caise”, egy csomag cigaretta „un pachet de țigări”.
Unele substantive sunt percepute ca numărabile în unele situații și ca nenumărabile în altele, iar această din urmă percepere este valabilă pentru mai multe substantive decât în limba română. Se spune, de exemplu, Nem eszem körtét „Nu mănânc pere” (literal „Nu mănânc pară”), substantivul fiind perceput aici ca nenumărabil, dar Ezek a körték jók „Perele acestea sunt bune”, dacă se înțeleg mai multe varietăți de pere.
Pluralul obiectului posedat are sufixul -i: sg. ház „casă” – pl. házak „case”, dar sg. háza „casa sa” – pl. házai „casele sale”.

### Declinarea
Dat fiind caracterul aglutinant al limbii maghiare, nu toți lingviștii sunt de acord cu noțiunile de caz gramatical și, prin urmare, de declinare aplicate acestei limbi. Dacă se iau în considerare toate sufixele formatoare de complemente din substantive, se ajunge la un număr de 34 de cazuri. Alți autori admit noțiunea de sufix cazual, adică de desinență cazuală, dar nu sunt toți de acord asupra numărului de cazuri. În general se admit 17 asemenea desinențe (deci 18 cazuri împreună cu nominativul, care are desinența zero), delimitate de celelalte sufixe aplicabile substantivelor prin faptul că desinențele se pot adăuga nu numai la rădăcini, ci și după alte sufixe, cum sunt cel de plural și cele posesive. Cazurile sunt unul din mijloacele de a exprima complementele. Acestea sunt:
| Caz                 | Sufix             | Exemplu          | Traducere              |
| ------------------- | ----------------- | ---------------- | ---------------------- |
| nominativ           | ∅                 | az ember         | omul                   |
| acuzativ            | -t                | az embert        | pe om                  |
| dativ               | -nak/-nek         | az embernek      | omului                 |
| instrumental        | -val/-vel         | az emberrel      | cu omul                |
| cauzal-final        | -ért              | az emberért      | pentru om              |
| translativ-factitiv | -vá/-vé           | emberré változik | se transformă în om    |
| inesiv              | -ban/-ben         | az emberben      | în om (în interior)    |
| superesiv           | -(o)n/-(e)n/-(ö)n | az emberen       | pe om (pe suprafață)   |
| adesiv              | -nál/-nél         | az embernél      | la om                  |
| sublativ            | -ra/-re           | az emberre       | pe om (spre suprafață) |
| delativ             | -ról/-ről         | az emberről      | de pe om, despre om    |
| ilativ              | -ba/-be           | az emberbe       | în om (spre interior)  |
| elativ              | -ból/-ből         | az emberből      | din om                 |
| alativ              | -hoz/-hez/-höz    | az emberhez      | la/spre om             |
| ablativ             | -tól/-től         | az embertől      | de la om               |
| terminativ          | -ig               | az emberig       | până la om             |
| formativ            | -ként             | emberként        | ca om                  |
| esiv-formal         | -ul/-ül           | emberül          | ca om                  |

Observații:
- Gramaticile limbii maghiare nu iau în seamă cazul genitiv, deși posesorul poate primi un sufix specific în unele cazuri (vezi mai jos Posesorul).
- În cazul că unui substantiv i se adaugă unul sau mai multe sufixe (posesiv, de plural), desinența este totdeauna ultima. De exemplu, în emberekről „despre oameni”, înaintea desinenței de delativ se mai află și marca pluralului -k, cu vocala de legătură -e-[13].
- Majoritatea desinențelor au mai multe sensuri, putând să formeze mai multe feluri de complemente. De exemplu, cazul ablativ, cu desinența -tól/-től, poate exprima[14]:

– locul de la care se face o deplasare: Ellép a faltól „Se îndepărtează de perete”;
– persoana de la care se face o deplasare: Az orvostól hazament „De la medic a plecat acasă”;
– persoana de la care provine ceva: Ajándékot kapott a barátjától „A primit un cadou de la prietenul său”;
– momentul începând cu care are loc o acțiune: Hétfőtől péntekig dolgozik „Lucrează de luni până vineri”;
– cauza: Reszket a hidegtől „Tremură de frig”.
- Pe de altă parte, același raport gramatical poate fi exprimat de mai multe desinențe. De exemplu, timpul se poate exprima prin sufixele[15]:

– -ban/-ben: Gyermekkoromban falun éltünk „În copilărie am trăit la țară”.
– -on/-en/-ön: Szombaton nem dolgozik „Nu lucrează sâmbăta”.
– -nál/-nél: A vacsoránál mosolyogni láttuk „În timpul cinei l-am văzut/am văzut-o zâmbind”.
- Sistemul cazual al limbii maghiare este foarte bogat în ceea ce privește exprimarea raporturilor spațiale, deosebind locul în care are loc acțiunea, cel spre care se face o deplasare și cel de la care se face o deplasare[16]:

– a házban van (inesiv) „este în casă” – bemegy a házba (ilativ) „intră în casă” – kimegy a házból (elativ) „iese din casă”;
– a házon van (superesiv) „este pe casă” – felmegy a házra (sublativ) „urcă pe casă” – lejön a házról (delativ) „coboară de pe casă”;
– a háznál van (adesiv) „este la casă” – a házhoz megy (alativ) „merge la casă” – a háztól jön (ablativ) „vine de la casă”.
- Complementele se pot exprima și cu ajutorul unor postpoziții. Uneori același raport gramatical poate fi exprimat prin desinență sau prin postpoziție, substantivul fiind fără desinență în ultimul caz: Az egyetemnél / egyetem mellett van egy cukrászda „Lângă universitate este o cofetărie”[17]. Mai rar, raportul gramatical este exprimat în același timp cu desinență și cu postpoziție, o anumită postpoziție cerând o anumită desinență. Exemple: a folyón túl „dincolo de râu”, a közbelépésének köszönhetően „datorită intervenției sale”, a feleségével együtt „împreună cu soția sa”.
- Majoritatea sufixelor cauzează schimbări fonetice în rădăcina majorității substantivelor (vezi mai sus Schimbări în rădăcini).
- Desinența -t, de acuzativ, se adaugă la temele terminate în consoană cu ajutorul unei vocale de legătură, în general aceeași ca la adăugarea mărcii pluralului -k. Excepții constituie majoritatea substantivelor terminate cu j, l, ly, n, ny, r, s, sz, z și zs, la care -t se adaugă direct: baj – bajt „necaz”, asztal – asztalt „masă”, erkély – erkélyt „balcon”, szín – színt „culoare”, függöny – függönyt „perdea”, ember – embert „om”, város – várost „oraș”, autóbusz – autóbuszt „autobuz”, doboz – dobozt „cutie”, garázs – garázst[18].

### Alte sufixe care formează complemente
Sufixele care formează complemente, dar nu sunt considerate desinențe, sunt următoarele:
| Sufix                       | Ce exprimă            | Exemplu                                  | Traducere                                           |
| --------------------------- | --------------------- | ---------------------------------------- | --------------------------------------------------- |
| -kor                        | timpul                | Az előadás három órakor kezdődik.        | „Spectacolul începe la ora trei.”                   |
| -képp(en)                   | modul                 | Példaképpen mutatok önnek egy fényképet. | „Ca exemplu vă arăt o fotografie.”                  |
| -nként                      | regularitatea în timp | Hetenként kétszer látogat meg.           | „Mă vizitează de două ori pe săptămână.”            |
| -nként                      | reducerea la unitate  | Belépődíj személyenként harminc forint.  | „Taxa de intrare: treizeci de forinți de persoană.” |
| -nta/-nte                   | regularitatea în timp | Hetente kétszer látogat meg.             | „Mă vizitează de două ori pe săptămână.”            |
| -stul/-stül sau -stól/-stől | asocierea             | Családostul/stól jött.                   | „A venit cu familie cu tot.”                        |
| -tt/-t                      | locul                 | Pécsett = Pécsen                         | „la Pécs”                                           |
| -tt/-t                      | locul                 | Győrött = Győrben                        | „la Győr”                                           |
| -tt/-t                      | locul                 | Marosvásárhelyt = Marosvásárhelyen       | „la Târgu-Mureș”                                    |

### Exprimarea posesiei
Există mari diferențe între modurile de exprimare a posesiei în maghiară față de cele din română.

#### Obiectul posedat
În limba maghiară nu există adjective posesive. Substantivul care exprimă obiectul posedat primește sufixe specifice. Cele care conțin vocale au variante în funcție de regulile armoniei vocalice:
| Numărul și persoana posesorului | Numărul și persoana posesorului | Un obiect posedat  | Un obiect posedat  | Un obiect posedat    | Un obiect posedat    | Mai multe obiecte posedate | Mai multe obiecte posedate | Mai multe obiecte posedate | Mai multe obiecte posedate |
| Numărul și persoana posesorului | Numărul și persoana posesorului | Rădăcină în vocală | Rădăcină în vocală | Rădăcină în consoană | Rădăcină în consoană | Rădăcină în vocală         | Rădăcină în vocală         | Rădăcină în consoană       | Rădăcină în consoană       |
| Numărul și persoana posesorului | Numărul și persoana posesorului | Vocale posterioare | Vocale anterioare  | Vocale posterioare   | Vocale anterioare    | Vocale posterioare         | Vocale anterioare          | Vocale posterioare         | Vocale anterioare          |
| ------------------------------- | ------------------------------- | ------------------ | ------------------ | -------------------- | -------------------- | -------------------------- | -------------------------- | -------------------------- | -------------------------- |
| Singular                        | 1.                              | ‑m                 | ‑m                 | ‑om, ‑am             | ‑öm, ‑em             | ‑(ja)im                    | ‑(je)im                    | ‑(j)aim                    | ‑(j)eim                    |
| Singular                        | 2.                              | ‑d                 | ‑d                 | ‑od, ‑ad             | ‑öd, ‑ed             | ‑(ja)id                    | ‑(je)id                    | ‑(j)aid                    | ‑(j)eid                    |
| Singular                        | 3.                              | ‑ja                | ‑je                | ‑(j)a                | ‑(j)e                | ‑(ja)i                     | ‑(je)i                     | ‑(j)ai                     | ‑(j)ei                     |
| Plural                          | 1.                              | ‑nk                | ‑nk                | ‑unk                 | ‑ünk                 | ‑(ja)ink                   | ‑(je)ink                   | ‑(j)aink                   | ‑(j)eink                   |
| Plural                          | 2.                              | ‑tok               | ‑tek, ‑tök         | ‑otok, ‑atok         | ‑ötök, ‑etek         | ‑(ja)itok                  | ‑(je)itek                  | ‑(j)aitok                  | ‑(j)eitek                  |
| Plural                          | 3.                              | ‑juk               | ‑jük               | ‑(j)uk               | ‑(j)ük               | ‑(ja)ik                    | ‑(je)ik                    | ‑(j)aik                    | ‑(j)eik                    |

Exemple:
| Sufixe fără -j-        | Sufixe fără -j-            | Sufixe cu -j-            | Sufixe cu -j-                  |
| Un obiect posedat      | Mai multe obiecte posedate | Un obiect posedat        | Mai multe obiecte posedate     |
| ---------------------- | -------------------------- | ------------------------ | ------------------------------ |
| házam „casa mea”       | házaim „casele mele”       | parkom „parcul meu”      | parkjaim „parcurile mele”      |
| házad „casa ta”        | házaid „casele tale”       | parkod „parcul tău”      | parkjaid „parcurile tale”      |
| háza „casa sa”         | házai „casele sale”        | parkja „parcul său”      | parkjai „parcurile sale”       |
| házunk „casa noastră”  | házaink „casele noastre”   | parkunk „parcul nostru”  | parkjaink „parcurile noastre”  |
| házatok „casa voastră” | házaitok „casele voastre”  | parkotok „parcul vostru” | parkjaitok „parcurile voastre” |
| házuk „casa lor”       | házaik „casele lor”        | parkjuk „parcul lor”     | parkjaik „parcurile lor”       |

Variantele de sufixe cu j se folosesc pentru rădăcinile cu finală consonantică, dar nu totdeauna. Privitor la folosirea lor există doar două reguli precise:
- Consoanele finale de rădăcină c, cs, dzs, sz, z, s, zs, j, ny, ty și gy sunt urmate de sufixe posesive fără j: agya „creierul său”.
- Rădăcinile cu consoanele finale ch și f primesc sufixe cu j.

În rest se poate vorbi numai de tendințe, excepțiile fiind numeroase:
- După consoanele v, l, r, m, g și k variantele fără j sunt ceva mai frecvente.
- După b și v sunt mai frecvente variantele cu j.
- După n, p și t, proporțiile sunt aproximativ egale.

Observații:
1. Și adăugarea sufixelor posesive provoacă schimbări fonetice în rădăcina substantivelor (vezi mai sus Schimbări în rădăcini).
2. Marca pluralului la obiectele posedate este i în loc de k.
3. Sufixul posesiv poate fi urmat de o desinență cazuală: kertemben „în grădina mea”, kertedről „despre grădina ta”, kertünkig „până la grădina noastră” etc. Sufixul de acuzativ, -t, poate fi omis la persoana întâi și a doua: Elvesztettem a tollam(at) „Mi-am pierdut stiloul”, Mosd meg az kezed(et)! „Spală-te pe mâini!”
4. Pronumele personale se folosesc înaintea obiectului posedat pentru a accentua persoana posesorului: az én könyvem „cartea mea” (nu alta), a te tollad „stiloul tău” etc. La persoana a treia plural, forma pronumelui personal este în mod normal ők „ei/ele”, dar înaintea obiectului posedat se reduce la ő, aceeași formă ca cea de persoana a treia singular: az ő könyvük „cartea lor”, az ő tollaik „stilourile lor”. Pronumele personal de politețe ön „dumneavoastră” fiind de persoana a treia, obiectul său posedat primește sufixe de această persoană: az ön könyve „cartea dv.” (un posesor), az ön könyvei „cărțile dv.” (un posesor), az önök könyve „cartea dv.” (mai mulți posesori), az önök könyvei „cărțile dv.” (mai mulți posesori).
5. Substantivul cu sufix posesiv este folosit mai frecvent în maghiară decât substantivul cu adjectiv posesiv în română: fejét rázza „dă din cap”, cigarettával a szájában „cu o țigară în gură”, gyűrűt hord az ujján „poartă inel la deget”, eszébe jut „îi vine în minte”; în construcțiile exprimând posesia cu verbele van/lesz „a fi” și nincs „a nu fi”, folosite în lipsa unui verb corespunzător exact al lui „a avea”: Van kocsim. „Am mașină.”
6. Caracterul exclusiv al posedării de către o anume persoană este exprimat cu ajutorul cuvintelor saját „propriu(e)”, tulajdon „proprietate” sau maga (acesta cu sufix posesiv: magam, magad etc.): Ezek a saját könyveim „Acestea sunt propriile mele cărți”, Konfliktusban van a tulajdon családjával „Este în conflict cu propria sa familie”, Teheted a ingeidet a magam ruhái közé „Poți să-ți pui cămășile între hainele mele”.

#### Posesorul

##### Sufixul posesiv-nak/-nek
În general, substantivul care exprimă posesorul se folosește fără desinență: Erzsi szoknyája „fusta lui Erzsi”, egy kislány gyűrűje „inelul unei fetițe”. În unele cazuri însă primește desinența de dativ -nak/-nek, iar obiectul posedat este articulat cu articol hotărât. Aceasta se întâmplă când:
- Se accentuează un posesor în opoziție cu altul: Erzsinek, és nem Marinak a szoknyája „fusta lui Erzsi, nu a lui Mari”.
- Înaintea posesorului este un adjectiv demonstrativ, care primește același sufix: ennek a kislánynak a gyűrűje „inelul acestei fetițe”.
- Posesorul este ultimul dintr-o serie de posesori: Pista nagyapja barátjának a kutyája „câinele prietenului bunicului lui Pista”.
- Între posesor și obiectul posedat se intercalează alt element: Olvastad az írónak azt a könyvét, ami Libanonról szól? „Ai citit acea carte a scriitorului în care este vorba despre Liban?”
- Obiectul posedat este exprimat înaintea posesorului: Péter is nagy tisztelője a festőnek „Și Péter este un mare admirator al pictorului”.
- Posesorul este urmat de o apoziție, care primește același sufix: Megtalálták Gábornak, a szőke kisfiúnak a rajzait „Au fost găsite desenele lui Gábor, băiețelul cel blond”.

Posesorul primește sufixul -nak/-nek și în construcția posesivă cu echivalentele verbului „a fi” ce se folosesc în lipsa verbului corespunzător lui „a avea”. Kovácsnak új kocsija van / volt / lesz „Kovács are / avea / va avea mașină nouă”, Kovácsnak nincs / nem volt / nem lesz kocsija „Kovács nu are / nu avea / nu va avea mașină”.

##### Sufixul posesiv-é
Acest sufix se adaugă substantivului care exprimă posesorul, în două situații:
- când posesorul are funcția de nume predicativ: A kocsi a vállalaté „Mașina este a întreprinderii”;
- pentru a se referi la un obiect posedat exprimat înainte: Ma minden könyvtár zárva van, csak az egyetemé nem „Azi toate bibliotecile sunt închise, numai a universității nu”.

La acest sufix se adaugă marca i a pluralului, specifică obiectului posedat: Ezek a könyvek a Gáboréi „Aceste cărți sunt ale lui Gábor”.
Sufixul é se poate adăuga și unui substantiv exprimând obiectul posedat, adică prevăzut cu sufixul pentru aceasta. În acest caz, vocalele a și e, pe care le comportă acest sufix la persoana a III-a singular, se lungesc: a nagyapám barátja „prietenul bunicului meu” – A kutya a nagyapám barátjáé „Câinele este al prietenului bunicului meu”.
După sufixul é poate urma o desinență cazuală: Nincs kocsim, ezért a barátoméval megyek „N-am mașină, de aceea merg cu a prietenului meu”.

## Adjectivul calificativ
Adjectivul poate avea în propoziție funcția de atribut sau de nume predicativ.
Ca atribut, locul adjectivului este totdeauna înaintea substantivului determinat și nu se acordă în număr și caz cu acesta: gyönyörű táj „peisaj minunat”, gyönyörű tájak „peisaje minunate”, Gyönyörű tájakat láttam „Am văzut peisaje minunate”.
Adjectivul poate avea la rândul său un atribut adjectival: szürkés kék kabát „palton albastru cenușiu”. Unele adjective derivate de la substantive, anume cele cu sufixul (j)ú/(j)ű nu pot fi folosite fără atribut: kellemes kinézetű hölgy „o doamnă cu aspect plăcut”.
Adjectivul poate fi substantivat: Kérd föl táncolni azt a barnát! „Invit-o la dans pe bruneta aceea!”
Spre deosebire de limba română, numai unele adjective pot fi folosite ca adverbe, și acestea putând fi înlocuite cu adverbul derivat de la ele: Szakadatlan / Szakadatlanul esik az eső „Plouă fără încetare”.

### Pluralul și declinarea adjectivelor
Adjectivul are plural numai în funcția de nume predicativ, marca pluralului fiind tot -k: Szépek ezek a virágok „Sunt frumoase florile astea”. Adăugarea lui -k are loc în următoarele variante:
- La adjectivele terminate cu vocalele ó sau i, k se adaugă direct, fără ca vocala să sufere vreo schimbare: apró „mărunt(ă)” → aprók, kicsi „mic(ă)” → kicsik.
- Vocalele finale a și e se lungesc: ritka „rar(ă)” → ritkák, szőke „blond(ă)” → szőkék.
- Adjectivele terminate tot cu i, dar derivate de la substantive, primesc o vocală de legătură înainte de -k:

– -a-: amerikai „american(ă)” → amerikaiak, falusi „sătesc(ească)” → falusiak;
– -e-: bécsi „vienez(ă)” → bécsiek.
- Adjectivele cu vocala finală ú necesită vocala de legătură -a-: hosszú „lung(ă)” → hosszúak.
- După vocala finală ű urmează vocala de legătură -e-: újszerű „modern(ă)” → újszerűek.

Adjectivele terminate cu consoană formează pluralul ca substantivele cu consoană și se declină ca acestea, dar numai când sunt substantivate. Schimbările fonetice cauzate de sufixe sunt în general aceleași ca la substantive, la fel ca regulile de adăugare a vocalelor de legătură.

### Gradele de comparație
| Gradul pozitiv    | Gradul pozitiv   | Gradul pozitiv   | szigorú „sever(ă)”                                                                       |
| Gradul comparativ | de superioritate | de superioritate | szigorúbb (, mint) „mai sever(ă) (decât / ca)”                                           |
| Gradul comparativ | de egalitate     | de egalitate     | ugyanolyan szigorú (, mint) „la fel de / tot așa de / tot atât de sever(ă) (ca)”         |
| Gradul comparativ | de inferioritate | de inferioritate | kevésbé szigorú (, mint) „mai puțin sever(ă) (decât / ca)”                               |
| Gradul superlativ | relativ          | de superioritate | a legszigorúbb [a(z) … közül] „cel mai sever, cea mai severă (dintre)”                   |
| Gradul superlativ | relativ          | de inferioritate | a legkevésbé szigorú [a(z) … közül] „cel mai puțin sever, cea mai puțin severă (dintre)” |
| Gradul superlativ | absolut          | absolut          | nagyon szigorú „foarte sever(ă)”                                                         |

Observații:
- Comparativul de superioritate[24] are marca -bb, iar termenul de comparație se introduce cu conjuncția mint, dar poate fi exprimat și cu sufixul -nál/-nél: A kávé jobb, mint a tea sau A kávé jobb a teánál „Cafeaua este mai bună decât ceaiul”.
- Sufixul -bb se adaugă la adjective în următoarele variante:

– La cele terminate cu alte vocale decât a și e se adaugă direct, fără schimbarea cantității vocalei: régi „vechi, veche” → régibb, olcsó „ieftin(ă)” → olcsóbb, szomorú „trist(ă)” → szomorúbb, keserű „amar(ă)” → keserűbb.
– La cele terminate cu a sau e se adaugă tot direct, dar cu lungirea acestor vocale: drága „scump(ă)” → drágább, szőke „blond” → szőkébb.
– La cele terminate cu consoană se aplică vocalele de legătură a sau e: fiatal „tânăr(ă)” → fiatalabb, öreg „bătrân(ă)” → öregebb.
- Superlativul relativ de superioritate se formează cu prefixul leg- aplicat la forma comparativului de superioritate. La unele adjective se omite sufixul comparativului: legalsó „cel/cea mai de jos”, legfelső „cel/cea mai de sus”, leghátsó „cel/cea mai din spate”, legutolsó „cel/cea mai din urmă”, legvégső „cel/cea mai din urmă”.
- Există și un prefix care accentuează superlativul relativ de superioritate: a legeslegjobb „cel/cea mai bun(ă) dintre cei/cele mai buni/bune”. Acceași nuanță se poate exprima cu adjectivul lehető: a lehető legjobb „cel/cea mai bun(ă) posibil”.
- Adjectivele compuse cu elementele mai puțin sudate, terminate în ú/ű se descompun la gradele de comparație: jóízű „bun(ă) la gust” → jobb ízű, a legjobb ízű.
- Există un sufix numit „de individualizare”, -ik, care se poate adăuga la forma de comparativ de superioritate sau la cel de superlativ relativ de superioritate, referindu-se la un substantiv exprimat înainte: Két lánya van. A kisebbik még iskolába jár „Are două fete. Cea mai mică[25] mai merge la școală”; Van ott néhány csavarhúzó. Hozd ide a legnagyobbikat! „Sunt acolo niște șurubelnițe. Adu-o pe cea mai mare!”
- Ca în română, există și în maghiară comparative fără sens comparativ: egy idősebb úr „un domn mai în vârstă”. Cu sens intensiv se folosește construcția ilustrată de exemplul szebbnél szebb lányok „fete care de care mai frumoase” (cuvânt cu cuvânt, „fete mai frumoase decât frumoase”).

## Numeralul
În gramaticile limbii maghiare se tratează numeralul cardinal, numeralul ordinal, numeralul nehotărât, numeralul fracționar, exprimarea înmulțitorului și formele adverbiale ale numeralului.

### Numeralul cardinal
În general, numeralele cardinale au două forme, de exemplu három și hármas „trei”. Prima formă se folosește când se numără, ca atribut pe lângă un substantiv (három szoba „trei camere”) sau atunci când substantivul este subînțeles (Hány szobájuk van? — Három. „Câte camere aveți? — Trei.”), precum și pentru a desemna o cifră într-un număr: háromszáz „trei sute”. A doua formă se construiește cu sufixul (a)s/(e)s/(o)s/(ö)s, fiind denumirea cifrei sau a numărului: A hármas a szerencsés számom „Treiul este numărul meu norocos”. Și această formă poate fi folosită cu funcție de atribut: a hármas szoba „camera (numărul) trei”.
Numeralul egy „un/o, unul/una” este totdeauna accentuat, ceea ce îl deosebește de articolul hotărât egy, totdeauna neaccentuat. Cealaltă formă a sa este egyes „unu”.
În mod excepțional, lui „doi” îi corespund trei cuvinte: két se folosește numai ca atribut (két ház „două case”), kettő în numărare sau fiind subînțeles un substantiv pe lângă el, kettes ca denumire a cifrei.
Celelalte cifre sunt négy – négyes „patru”, öt – ötös „cinci”, hat – hatos „șase”, hét – hetes „șapte”, nyolc – nyolcas „opt”, kilenc – kilences „nouă”, nulla „zero”.
Zecile sunt: tíz – tizes „zece”, húsz – huszas „douăzeci”, harminc – harmincas „treizeci”, negyven – negyvenes „patruzeci”, ötven – ötvenes „cincizeci”, hatvan – hatvanas „șaizeci”, hetven – hetvenes „șaptezeci”, nyolcvan – nyolcvanas „optzeci”, kilencven – kilencvenes „nouăzeci”.
100 – száz – százas
1000 – ezer – ezres
1.000.000 – egy millió
1.000.000.000 – egy milliárd
De la 11 la 19 și de la 21 la 29, numerele se formează după formula: cifra zecilor + sufixul cazului superesiv -(e)n/-(o)n + cifra unităților: tizenegy „unsprezece”, huszonhárom „douăzeci și trei”.
De la 31 în sus, numerele se formează prin compunere directă: harmincegy „treizeci și unu”, háromszáznyolcvanhat 386, ezerkilencszázötvenhat 1956.
Folosite cu valoare substantivală, numeralele se declină ca substantivele: egyet (acuzativ) „unul/una”, háromban (superesiv) „în trei”, tíznek (dativ) „la zece” etc. În funcția de atribut sunt invariabile, iar substantivul determinat se declină, dar este totdeauna la singular: négy esetben „în patru situații”.

### Numeralul ordinal
Numeralele ordinale corespunzătoare lui egy și kettő sunt supletive: az első „primul, prima”, respectiv a második „al doilea, a doua”. Celelalte se formează de la numeralele cardinale, cu sufixul -(a)dik/-(e)dik/-(o)dik/-(ö)dik: a harmadik „al treilea, a treia”, a negyedik „al patrulea, a patra”, az ötödik „al cincilea, a cincea”, a hatodik „al șaselea, a șasea”.
După 10, numeralele ordinale corespunzătoare cardinalelor 11, 12, 21, 22 etc. se formează regulat: a tizenegyedik „al unsprezecelea, a unsprezecea”, a huszonkettedik „al 22-lea, a 22-a”.
În cuvintele compuse, sufixul de formare a numeralelor ordinale se reduce la -(a)d/-(e)d/-(o)d/-(ö)d: másodéves / harmadéves / negyedéves / ötödéves egyetemista „student(ă) în anul doi / trei / patru / cinci”.

### Numerale nehotărâte
În această categorie intră cuvinte care exprimă o cantitate neprecizată: sok „mult(ă)”, kevés „puțin(ă)”, számos „numeros(oasă)”, rengeteg „enorm de mult(ă)”, néhány „câțiva, câteva”, egy csomó „o grămadă”, maroknyi „o mână”. În gramatica limbii române le corespund cuvinte aparținând la diverse alte părți de vorbire.
Sok și kevés se comportă ca adjective și au grade de comparație: pentru sok un cuvânt aparte [több „mai mult(ă)”, a legtöbb „cel/cea mai mult(ă)”], iar kevés cu grade de comparație formate regulat: kevesebb „mai puțin(ă)”, a legkevesebb „cel/cea mai puțin(ă)”.

### Exprimarea înmulțitorului
Înmulțitorul se formează de la numeralul cardinal, cu sufixul -szor/-szer/-ször: egyszer „o dată”, háromszor „de trei ori”, ötször „de cinci ori”.
Același sufix se adaugă și la numeralele ordinale, fără ik: másodszor „a doua oară”, negyedszer „a patra oară”, ötödször „a cincea oară”. Először „prima oară” este excepție.
Și unele numerale nehotărâte pot primi acest sufix: sokszor „de multe ori”, többször „de mai multe ori”, néhányszor „de câteva ori”, rengetegszer „de nenumărate ori”.

### Numeralele fracționare
Numeralele fracționare se formează de la numeralele cardinale, cu sufixul -(a)d/-(e)d/-(o)d/-(ö)d: harmad „treime”, negyed „sfert, pătrime”, ötöd „cincime”, hatod „șesime”. Acestea formează cuvinte compuse cu numeralele cardinale: kétharmad „două treimi”, háromnegyed „trei pătrimi”. Excepții sunt fél „jumătate” și másfél „unu/una și jumătate”.
Fracțiile zecimale se exprimă ca în exemplele următoare: egy egész három tized (cuvânt cu cuvânt, „un întreg trei zecimi”) 1,3; két egész öt század (cuvânt cu cuvânt, „doi întregi cinci sutimi”) 2,05.
Procentajul se exprimă cu cuvântul százalék, iar „la mie” cu ezrelék: huszonöt százalék 25%, öt ezrelék 5‰.

### Forme adverbiale
Numeralele cardinale și cele nehotărâte pot primi sufixe care le transformă în adverbe, dintre care două sunt mai frecvente:
- Sufixul -an/-en arată numărul de persoane participante la o acțiune: Öten szálltunk be a kocsiba „Am urcat cinci în mașină”, Százan jelentkeztek az állásra „S-au prezentat o sută la angajarea pe post”.
- Sufixul -ban/-ben, folosit numai cu kettes, hármas și négyes, exprimă intimitatea unor persoane limitată la numărul respectiv: kettesben „în doi”, hármasban „în trei”, négyesben „în patru”: Kettesben töltöttük az estét „Am petrecut seara în doi”.